# ライアン・シュルツ
ライアン・シュルツ（Ryan Schultz、1977年7月4日 - ）は、アメリカ合衆国の男性総合格闘家。ネブラスカ州ノースプラット出身。Trials MMA and Fitness所属。元IFL世界ライト級王者。
背中にライオンのタトゥーがあり、「ザ・ライオン」のニックネームを持つ。

## 来歴
ネブラスカ大学在学中にマット・リンドランドのコーチを受け、2003年にはリンドランドの影響を受けプロ総合格闘技デビュー。
2004年6月18日、SuperBrawl 36のライト級トーナメントに出場し、決勝でロジャー・ウエルタと対戦し、パンチで顎を脱臼させてギブアップによる勝利を挙げ、優勝を果たした。
2006年9月9日、IFLに初参戦。ポートランド・ウルフパックに所属。11月2日にはクリス・ホロデッキーと対戦し、パウンドでTKO負けを喫した。
2007年12月29日、IFLライト級グランプリ決勝でクリス・ホロデッキーと再戦。序盤でテイクダウンから上をキープし、ホロデッキーの左腕を固めた状態でパウンドを連打してTKO勝ちを収め優勝を果たし、初代IFL世界ライト級王座に認定された。その後、2度に渡って同王座を防衛するも、2008年7月31日のIFL活動停止をもって、王座を失った。

### 戦極
2008年8月24日、戦極初参戦となった戦極 〜第四陣〜のライト級グランプリシリーズ1回戦で廣田瑞人と対戦し、右スーパーマンパンチでKO負け。
2009年9月23日、戦極 〜第十陣〜で横田一則と対戦し、右フックで失神KO負けを喫した。

## 戦績
| 総合格闘技 戦績 | 総合格闘技 戦績 | 総合格闘技 戦績 | 総合格闘技 戦績 | 総合格闘技 戦績 | 総合格闘技 戦績 | 総合格闘技 戦績 |
| --------------- | --------------- | --------------- | --------------- | --------------- | --------------- | --------------- |
| 35 試合         | (T)KO           | 一本            | 判定            | その他          | 引き分け        | 無効試合        |
| 22 勝           | 10              | 6               | 7               | 0               | 1               | 0               |
| 12 敗           | 8               | 3               | 1               | 0               | 1               | 0               |

| 勝敗 | 対戦相手                         | 試合結果                             | 大会名                                                       | 開催年月日     |
| ○    | ビリー・マーティン               | 1R 2:49 リアネイキドチョーク         | MFP: Resurrection                                            | 2012年6月30日  |
| ○    | アンジェロ・デュアーテ           | 1R 2:47 リアネイキドチョーク         | Ring of Fire 42: Who's Next                                  | 2011年12月17日 |
| ×    | 横田一則                         | 1R 2:31 KO（右フック）               | 戦極 〜第十陣〜                                              | 2009年9月23日  |
| ×    | ホルヘ・マスヴィダル             | 1R 1:57 TKO（パウンド）              | 戦極 〜第五陣〜                                              | 2008年9月28日  |
| ×    | 廣田瑞人                         | 2R 4:45 KO（右スーパーマンパンチ）   | 戦極 〜第四陣〜 【ライト級グランプリシリーズ2008 1回戦】     | 2008年8月24日  |
| ○    | デイヴィダス・タウロセヴィチュス | 4分5R終了 判定3-0                    | IFL: Connecticut 【IFL世界ライト級タイトルマッチ】           | 2008年5月16日  |
| ○    | ジョン・ガンダーソン             | 4分5R終了 判定3-0                    | IFL: Las Vegas 【IFL世界ライト級タイトルマッチ】             | 2008年2月29日  |
| ○    | クリス・ホロデッキー             | 1R 2:51 TKO（パウンド）              | IFL: World Grand Prix Finals 【ライト級グランプリ 決勝】     | 2007年12月29日 |
| ○    | アーロン・ライリー               | 4分3R終了 判定3-0                    | IFL: 2007 Team Championship Final                            | 2007年9月20日  |
| ○    | サヴァン・ヤング                 | 4分3R終了 判定3-0                    | IFL: Everett                                                 | 2007年6月1日   |
| ○    | ジョー・サンピエリ               | 4分3R終了 判定3-0                    | IFL: Connecticut                                             | 2007年4月13日  |
| ×    | バート・パラゼウスキー           | 3R 2:16 KO（右フック）               | IFL: World Championship Final                                | 2006年12月29日 |
| ×    | クリス・ホロデッキー             | 2R 0:24 TKO（ハイキック→パウンド）   | IFL: World Championship Semifinals                           | 2006年11月2日  |
| ○    | カム・ウォード                   | 2R 2:38 TKO（パンチ連打）            | IFL: Portland                                                | 2006年9月9日   |
| ×    | エルメス・フランカ               | 1R 3:30 KO（パンチ連打）             | Absolute Fighting Championships 16 【AFCライト級王座決定戦】 | 2006年4月22日  |
| ○    | デイブ・レア・コクラン           | 1R 3:42 チョークスリーパー           | SportFight 15: Tribute                                       | 2006年4月8日   |
| ×    | 弘中邦佳                         | 2R 1:40 腕ひしぎ十字固め             | MARS in 有明                                                 | 2006年2月4日   |
| ×    | リッチ・クレメンティ             | 1R 3:39 腕ひしぎ十字固め             | Absolute Fighting Championships 14                           | 2005年12月10日 |
| ×    | デイビッド・ガードナー           | 1R 1:00 ギブアップ（肋骨の骨折）     | FFC 15: Fiesta Las Vegas 【FFCライト級タイトルマッチ】       | 2005年9月14日  |
| △    | ジェシアス・カバウカンチ         | 5分3R終了 ドロー                     | SportFight 11: Rumble at the Rose Garden                     | 2005年7月9日   |
| ○    | 阿部裕幸                         | 2R 0:42 TKO（右ハイキック→パウンド） | Euphoria: USA vs. World                                      | 2005年2月26日  |
| ×    | キース・ウィルソン               | 5分3R終了 判定3-0                    | SportFight 8: Justice                                        | 2005年1月8日   |
| ○    | デビッド・ガオナ                 | 1R 2:17 TKO（パンチ連打）            | Euphoria: Road to the Titles                                 | 2004年10月15日 |
| ○    | ジェイソン・デント               | 1R 2:00 TKO（パンチ連打）            | APEX: Genesis                                                | 2004年9月5日   |
| ○    | ロジャー・ウエルタ               | 1R 1:47 ギブアップ（顎の脱臼）       | SuperBrawl 36 【ライト級トーナメント 決勝】                  | 2004年6月18日  |
| ○    | デシャウン・ジョンソン           | 3分3R終了 判定2-1                    | SuperBrawl 36 【ライト級トーナメント 準決勝】                | 2004年6月18日  |
| ○    | マイク・アイナ                   | 1R 2:55 チョークスリーパー           | SuperBrawl 36 【ライト級トーナメント 1回戦】                 | 2004年6月18日  |
| ○    | ギル・カスティーリョ             | 5分3R終了 判定2-0                    | WEC 10: Bragging Rights                                      | 2004年5月21日  |
| ×    | ロナルド・ジューン               | 2R終了時 TKO（タオル投入）           | Rumble on the Rock 5                                         | 2004年5月7日   |
| ○    | ニック・ジラルディ               | 1R KO（パンチ連打）                  | DesertBrawl 10                                               | 2004年4月3日   |
| ○    | エディ・エリス                   | 1R 1:53 KO（パンチ）                 | SportFight 1: Revolution                                     | 2004年2月21日  |
| ○    | ハンク・ウェイス                 | 1R 2:17 ギブアップ（パンチ連打）     | Kickdown Classic 8                                           | 2004年1月17日  |
| ○    | ジェレミー・サンダース           | 1R 0:46 TKO（パンチ連打）            | Ultimate Ring Challenge 6                                    | 2003年10月25日 |
| ○    | ハンニバル・アドフォ             | 1R 0:25 KO（パンチ）                 | WEC 8: Halloween Fury 2                                      | 2003年10月17日 |
| ×    | JT・テイラー                     | 2R 1:56 KO（パンチ連打）             | WEC 7: This Time It's Personal                               | 2003年8月9日   |
| ○    | ジョン・ヘンダーソン             | 1R 0:45 TKO（パンチ連打）            | Dangerzone: Dakota Destruction                               | 2003年4月12日  |

## 獲得タイトル
- SuperBrawl 36ライト級トーナメント 優勝（2004年）
- IFLライト級グランプリ 優勝（2007年）
- 初代IFL世界ライト級王座（2007年）